# Райт, Том (кёрлингист)
Том Райт (англ. Tom Wright) — американский кёрлингист.
Чемпион мира среди мужчин, двукратный чемпион США среди мужчин.
Играл на позиции первого.
В 1994 введён в Зал славы Ассоциации кёрлинга США (англ. United States Curling Association Hall of Fame) вместе со своей командой-чемпионами мира 1965.

## Достижения
- Чемпионат мира по кёрлингу среди мужчин: золото (1965), бронза (1968).
- Чемпионат США по кёрлингу среди мужчин: золото (1965[3], 1968).

## Команды
| Сезон   | Четвёртый     | Третий     | Второй   | Первый   | Турниры             |
| ------- | ------------- | ---------- | -------- | -------- | ------------------- |
| 1964—65 | Бад Сомервилл | Билл Страм | Ал Ганье | Том Райт | ЧСША 1965 · ЧМ 1965 |
| 1965—66 | Бад Сомервилл | Билл Страм | Ал Ганье | Том Райт | [ 4 ]               |
| 1967—68 | Бад Сомервилл | Билл Страм | Ал Ганье | Том Райт | ЧСША 1968 · ЧМ 1968 |

(скипы выделены полужирным шрифтом)